# Jean Baptiste Tolbecque
Jean Baptiste Tolbecque, född 17 april 1797 i Hanzinne, Belgien, död 23 oktober 1869 i Paris, var en fransk violinist och danskompositör i Paris.

## Biografi
Jean Baptiste Tolbecque föddes 1797. Han var elev vid Conservatoire de Paris och utbildades sig till violinist under Rudolph Kreutzer ledning. Tolbecque anställdes vid Comédie-Italiennes orkester. Han bildade sedan en egen orkester och gav konserter och balettmusik på offentliga platser. Tolbecque komponerade dansmusik.